# Sylwia Pangsy-Kania
Sylwia Pangsy-Kania (ur. 30 października 1972 w Elblągu) – polski ekonomista, wykładowca akademicki, inż. architektury krajobrazu, autorka charytatywnych książek dla dzieci, właściciel marki Atopuś. 
Dr hab. inż., profesor Uniwersytetu Gdańskiego, kierownik Zakładu Międzynarodowych Stosunków Ekonomicznych w Katedrze Biznesu Międzynarodowego Wydziału Ekonomicznego Uniwersytetu Gdańskiego.
W 1996 roku ukończyła studia wyższe na Uniwersytecie Gdańskim – Wydział Ekonomiczny, specjalność: ekonomika i organizacja handlu zagranicznego, otrzymując tytułu magistra ekonomii, a w 2012 roku studia wyższe w Sopockiej Szkole Wyższej na kierunku architektura krajobrazu, otrzymując tytułu inżyniera architekta krajobrazu.
W 2000 roku uzyskała stopień doktora nauk ekonomicznych. Tytuł rozprawy doktorskiej: „Perspektywy spłaty polskich zobowiązań wobec wierzycieli zrzeszonych w Klubie Paryskim i Klubie Londyńskim w świetle nowych technik redukcji zadłużenia zagranicznego”, a w 2008 roku stopień naukowy doktora habilitowanego. Tytuł rozprawy habilitacyjnej: „Polityka innowacyjna państwa a narodowa strategia konkurencyjnego rozwoju”.
Autorka ponad 130 publikacji z zakresu ekonomii i problematyki międzynarodowych stosunków ekonomicznych.
Odznaczona Brązowym Krzyżem Zasługi (2005) oraz medalem brązowym za długoletnią służbę (2013).
Pomysłodawca i przewodnicząca Komitetu Redakcyjnego Zeszytów Studenckich „Nasze Studia” na Wydziale Ekonomicznym UG – pisma studentów dla studentów.
Autorka charytatywnych książek dla dzieci: 
- Księżniczka Polinka[7][8]
- album Dla dzieci od dzieci[9]
- Bajki pełne dobra i miłości[10]
- Dziesięć Przykazań Bożych w opowiadaniach dla dzieci[11]
- e-book Kiedy maliny mają urodziny? Czyli dlaczego zmieniają się pory roku (współautorka: Katarzyna Byczkowska)[12]
- Gdzie jest Houebo? Opowieść teatralna dla dzieci[13]
- słuchowisko dla dzieci Zamknięte oczy Trójgrodu wyemitowanego na antenie Radia Gdańsk[14].

Twórca marki Atopuś, produkującej piżamy dla dzieci cierpiących na atopowe zapalenie skóry.
Mąż Piotr, synowie: Piotr i Ryszard, córki: Katarzyna i Małgorzata.